# Церковь Святого Николая (Черноголова)
Церковь Святого Николая Чудотворца (укр. Церква святого Миколая) — деревянная церковь, которая находится в селе Черноголова (Дубриничско-Малоберезнянская сельская община, Ужгородский район Закарпатской области).

## Архитектура
Церковь Святого Николая Чудотворца является памятником деревянной архитектуры, в которой воплощены последние достижения барокко. Имеет стройный силуэт с ажурной колокольни в Черноголовы, издалека видны на фоне невысоких холмов, тёмный цвет сруба придает сооружению мрачную важность.
Изначально церковь была бойковского типа с тремя верхами, но перестройка придала ей современный вид, характерный для большой группы закарпатских церквей конца XVIII века. Деревянная, построена из еловых брусьев. Опасение, конструкции башни и крыши дубовые. Завершение башни и фонаря покрыты лемехом, стены над опасением и башни — гонтом, крыши — дранкой. К срубу бабинцу и нефу с востока примыкает более узкий шестигранный сруб. Покрыта общей крышей, мягко охватывает изломы плана. Над бабинецам крыша переходит в опасение на резных столбах. Опасение охватывает церковь с трех сторон, а у восточного сруба переходит в навес на выпусках сруба. Над бабинцем возвышается квадратная в плане каркасная башня-колокольня с пидсябиттям и аркадой голосников, увенчанная двухъярусным барочным завершением. Неф и восточный объём сохранили шатровые перекрытия, над бабинцем устроено плоское перекрытие. Бабинец и центральный объём соединены фигурным арочным вырезом. Крыши, башня и завершение памятника первоначально были окрашены в красный цвет. Полы выложены из плит песчаника.
Церковь после перестройки получила двускатная крыша, плавной плоскостью покрывает сруб граненого алтаря и несколько более широкую нефу. Внутри сохранены первоначальные шатровые перекрытия, характерные для бойковских церквей. Особое внимание привлекает башня с декоративно богатым барочным завершением: пидсябиття с фигурно обработанными концами досок и защитным козырьком сверху, аркада голосниця, четырёхскатные шатер с приплюснутой баней и фонарем. Изысканным архитектурным элементом является галерея, образованная галереей, который поддерживается вокруг бабинця и нави резными столбиками. Подобная галерея характерна для лемковских церквей Закарпатья.
Под влиянием архитектурных форм западного культового зодчества мастера, что строили Николаевскую церковь в Черноголовые, полностью отказываются от трибанной системы бойковских церквей и предоставляют своему строению базиликальную форму с высокой барочной колокольней. Стиль барокко здесь органично вплетается в старые формы деревянной церковной постройки и больше всего проявляется во внешних декоративных формах и в страсти до закругления архитектурных деталей башни.

## История
В давние времена село простиралось на восток от реки Лютянкы, в урочище Соленый. Там на Куртаничовскому почве стояла предыдущая деревянная церковь, возможно, первая в селе, основание которой датируется 1552 годом. Современная церковь святого Николая Чудотворца построили из ели в XVII веке трехъярусная в бойковском стиле. В 1751 году вспоминают деревянную церковь святого Николая, крытую шинглами, в хорошем состоянии, с двумя колоколами и всеми церковными книгами. Современного «барочного» вид церковь приобрела после перестройки в 1794 году за священника Василия Ивашковича. Согласно надписи на косяке перестройку осуществил мастер Матей Химич из села Лучки, завершив работу 2 июня 1794 года. Возле церкви стоит каркасная колокольня простой конструкции. Маленькая одноярусная колокольня — подчеркнуто функциональная, но именно своей простотой усиливает впечатление от церкви. Ограда вокруг церковного двора уже давно проволочная, но по сей день сохранены древние деревянные воротцами.

### Интерьер
В интерьере церкви сохраняется принцип трех пространств, наряду с двускатной крышей также остается и опасение, широкий скат которого, опирается на резные столбы, образует галерею с трех сторон церкви. В нефе сохранен иконостас XVIII столетия, скомпонован из двух частей, которые различаются резьбой колонок и окантовки.